# Підверстка
Підверстка — газетний текст (невеликий за обсягом), який розміщується в газеті для заповнення вільного простору під великим матеріалом і який тематично з ним не пов'язаний.